# Drusus schmidi
Drusus schmidi là một loài Trichoptera trong họ Limnephilidae. Chúng phân bố ở miền Cổ bắc.